# BSIC
BSIC (Base Station Identity Code — Код идентификации базовой станции) — код, используемый в GSM для уникального идентифицирования базовой станции. Этот код необходим из-за возможного получения мобильной станцией (например, мобильным телефоном) широковещательного канала более чем одной базовой станции на одной частоте. Это возможно из-за повторного использования частот в сотовой сети. BSIC описывается в спецификации GSM 03.03 в разделе 4.2.2.
Каждая базовая станция имеет свой уникальный код BSIC, который передаётся в широковещательном канале, что позволяет мобильным устройствам различать базовые станции. BSIC — шестибитовое число состоит из двух трехбитовых частей: Base station Colour Code (BCC) и Network Colour Code (NCC). Часть NCC присваивается каждому оператору сотовой связи, так чтобы мобильная станция могла выбрать базовую станцию к которой ей разрешено подключиться. NCC каждого оператора сотовой связи различается, также как и NCC одного провайдера различен в разных странах. BCC отличает соты одного оператора с одинаковыми номерами активного канала.
Для операторов использующих разные частоты нет проблемы с использованием одинакового кода идентификации базовой станции. Уникальная идентификация базовой станции особенна важна в пограничных районах, где по обе стороны границы разные операторы могут использовать одинаковый широковещательный канал на одинаковых частотах.